# Lawe Tua Makmur
Lawe Tua Makmur is een bestuurslaag in het regentschap Aceh Tenggara van de provincie Atjeh, Indonesië. Lawe Tua Makmur telt 285 inwoners (volkstelling 2010).